# أدولفو داكي
أدولفو داكي (1876-1959) (بالإنجليزية: Adolpho Ducke) هو عالم نبات برازيلي.